# Gran Premio di superbike di Valencia 2007
Il Gran Premio di superbike di Valencia 2007 è stato la quarta prova su tredici del campionato mondiale Superbike 2007, disputato il 15 aprile sul circuito di Valencia, in gara 1 ha visto la vittoria di Rubén Xaus davanti a Noriyuki Haga e Troy Bayliss, la gara 2 è stata vinta da James Toseland che ha preceduto Max Biaggi e Noriyuki Haga.
La vittoria nella gara valevole per il campionato mondiale Supersport 2007 è stata ottenuta da Kenan Sofuoğlu, mentre la gara della Superstock 1000 FIM Cup viene vinta da Mark Aitchison e quella del campionato Europeo della classe Superstock 600 da Maxime Berger.

## Risultati

### Gara 1

#### Arrivati al traguardo[6]
| Pos. | Nº  | Pilota          | Squadra                     | Motocicletta        | Giri | Tempo     | Griglia | Punti |
| ---- | --- | --------------- | --------------------------- | ------------------- | ---- | --------- | ------- | ----- |
| 1º   | 111 | Rubén Xaus      | Team Sterilgarda            | Ducati 999 F06      | 23   | 37:14.606 | 2º      | 25    |
| 2º   | 41  | Noriyuki Haga   | Yamaha Motor Italia         | Yamaha YZF-R1       | 23   | +0:01.997 | 7º      | 20    |
| 3º   | 21  | Troy Bayliss    | Ducati Xerox                | Ducati 999 F07      | 23   | +0:06.330 | 1º      | 16    |
| 4º   | 11  | Troy Corser     | Yamaha Motor Italia         | Yamaha YZF-R1       | 23   | +0:08.780 | 4º      | 13    |
| 5º   | 52  | James Toseland  | Hannspree Ten Kate Honda    | Honda CBR1000RR     | 23   | +0:17.040 | 5º      | 11    |
| 6º   | 57  | Lorenzo Lanzi   | Ducati Xerox                | Ducati 999 F07      | 23   | +0:24.272 | 6º      | 10    |
| 7º   | 84  | Michel Fabrizio | D.F.X. Corse                | Honda CBR1000RR     | 23   | +0:25.822 | 9º      | 9     |
| 8º   | 3   | Max Biaggi      | Alstare Suzuki Corona Extra | Suzuki GSX-R1000 K7 | 23   | +0:26.087 | 12º     | 8     |
| 9º   | 25  | Joshua Brookes  | Alto Evolution Honda        | Honda CBR1000RR     | 23   | +0:28.778 | 3º      | 7     |
| 10º  | 44  | Roberto Rolfo   | Hannspree Ten Kate Honda    | Honda CBR1000RR     | 23   | +0:32.754 | 17º     | 6     |
| 11º  | 55  | Régis Laconi    | Kawasaki PSG-1 Corse        | Kawasaki ZX-10R     | 23   | +0:37.084 | 15º     | 5     |
| 12º  | 76  | Max Neukirchner | Suzuki Germany              | Suzuki GSX-R1000 K6 | 23   | +0:37.141 | 13º     | 4     |
| 13º  | 159 | Giovanni Bussei | Team Sterilgarda            | Ducati 999 F06      | 23   | +0:37.563 | 11º     | 3     |
| 14º  | 96  | Jakub Smrž      | Caracchi Ducati SC          | Ducati 999 F05      | 23   | +0:38.544 | 20º     | 2     |
| 15º  | 71  | Yukio Kagayama  | Alstare Suzuki Corona Extra | Suzuki GSX-R1000 K7 | 23   | +0:53.049 | 8º      | 1     |

#### Ritirati
| Nº  | Pilota             | Squadra              | Motocicletta       | Giri | Griglia |
| --- | ------------------ | -------------------- | ------------------ | ---- | ------- |
| 38  | Shin'ichi Nakatomi | Yamaha YZF           | Yamaha YZF-R1      | 17   | 18º     |
| 31  | Karl Muggeridge    | Alto Evolution Honda | Honda CBR1000RR    | 12   | 10º     |
| 131 | Carmelo Morales    | Team Laglisse        | Yamaha YZF-R1      | 12   | 16º     |
| 22  | Luca Morelli       | Team Pedercini       | Ducati 999RS       | 11   | 22º     |
| 10  | Fonsi Nieto        | Kawasaki PSG-1 Corse | Kawasaki ZX-10R    | 10   | 14º     |
| 99  | Steve Martin       | D.F.X. Corse         | Honda CBR1000RR    | 8    | 21º     |
| 73  | Christian Zaiser   | LBR Racing           | MV Agusta F4 312 R | 3    | 19º     |
| 42  | Dean Ellison       | Team Pedercini       | Ducati 999RS       | 3    | 23º     |

### Gara 2

#### Arrivati al traguardo[7]
| Pos. | Nº  | Pilota             | Squadra                     | Motocicletta        | Giri | Tempo     | Griglia | Punti |
| ---- | --- | ------------------ | --------------------------- | ------------------- | ---- | --------- | ------- | ----- |
| 1º   | 52  | James Toseland     | Hannspree Ten Kate Honda    | Honda CBR1000RR     | 23   | 37:02.596 | 5º      | 25    |
| 2º   | 3   | Max Biaggi         | Alstare Suzuki Corona Extra | Suzuki GSX-R1000 K7 | 23   | +0:00.287 | 12º     | 20    |
| 3º   | 41  | Noriyuki Haga      | Yamaha Motor Italia         | Yamaha YZF-R1       | 23   | +0:00.375 | 7º      | 16    |
| 4º   | 111 | Rubén Xaus         | Team Sterilgarda            | Ducati 999 F06      | 23   | +0:06.637 | 2º      | 13    |
| 5º   | 57  | Lorenzo Lanzi      | Ducati Xerox                | Ducati 999 F07      | 23   | +0:07.991 | 6º      | 11    |
| 6º   | 21  | Troy Bayliss       | Ducati Xerox                | Ducati 999 F07      | 23   | +0:10.210 | 1º      | 10    |
| 7º   | 25  | Joshua Brookes     | Alto Evolution Honda        | Honda CBR1000RR     | 23   | +0:10.861 | 3º      | 9     |
| 8º   | 55  | Régis Laconi       | Kawasaki PSG-1 Corse        | Kawasaki ZX-10R     | 23   | +0:14.366 | 15º     | 8     |
| 9º   | 11  | Troy Corser        | Yamaha Motor Italia         | Yamaha YZF-R1       | 23   | +0:15.511 | 4º      | 7     |
| 10º  | 76  | Max Neukirchner    | Suzuki Germany              | Suzuki GSX-R1000 K6 | 23   | +0:19.716 | 13º     | 6     |
| 11º  | 84  | Michel Fabrizio    | D.F.X. Corse                | Honda CBR1000RR     | 23   | +0:25.287 | 9º      | 5     |
| 12º  | 44  | Roberto Rolfo      | Hannspree Ten Kate Honda    | Honda CBR1000RR     | 23   | +0:26.437 | 17º     | 4     |
| 13º  | 71  | Yukio Kagayama     | Alstare Suzuki Corona Extra | Suzuki GSX-R1000 K7 | 23   | +0:34.992 | 8º      | 3     |
| 14º  | 131 | Carmelo Morales    | Team Laglisse               | Yamaha YZF-R1       | 23   | +0:39.987 | 16º     | 2     |
| 15º  | 159 | Giovanni Bussei    | Team Sterilgarda            | Ducati 999 F06      | 23   | +0:42.445 | 11º     | 1     |
| 16º  | 38  | Shin'ichi Nakatomi | Yamaha YZF                  | Yamaha YZF-R1       | 23   | +0:43.467 | 18º     |       |
| 17º  | 96  | Jakub Smrž         | Caracchi Ducati SC          | Ducati 999 F05      | 23   | +1:08.350 | 20º     |       |

#### Ritirati
| Nº | Pilota           | Squadra              | Motocicletta       | Giri | Griglia |
| -- | ---------------- | -------------------- | ------------------ | ---- | ------- |
| 22 | Luca Morelli     | Team Pedercini       | Ducati 999RS       | 16   | 22º     |
| 10 | Fonsi Nieto      | Kawasaki PSG-1 Corse | Kawasaki ZX-10R    | 16   | 14º     |
| 99 | Steve Martin     | D.F.X. Corse         | Honda CBR1000RR    | 13   | 21º     |
| 42 | Dean Ellison     | Team Pedercini       | Ducati 999RS       | 12   | 23º     |
| 73 | Christian Zaiser | LBR Racing           | MV Agusta F4 312 R | 7    | 19º     |
| 31 | Karl Muggeridge  | Alto Evolution Honda | Honda CBR1000RR    | 0    | 10º     |

### Supersport

#### Arrivati al traguardo[3]
| Pos. | Nº  | Pilota             | Squadra                      | Motocicletta    | Giri | Tempo     | Griglia | Punti |
| ---- | --- | ------------------ | ---------------------------- | --------------- | ---- | --------- | ------- | ----- |
| 1º   | 54  | Kenan Sofuoğlu     | Hannspree Ten Kate Honda     | Honda CBR600RR  | 23   | 38:08.523 | 1º      | 25    |
| 2º   | 15  | Andrew Pitt        | Hannspree Ten Kate Honda     | Honda CBR600RR  | 23   | +4.911    | 5º      | 20    |
| 3º   | 69  | Gianluca Nannelli  | Caracchi Ducati SC           | Ducati 749R     | 23   | +5.200    | 8º      | 16    |
| 4º   | 9   | Fabien Foret       | Gil Motor Sport              | Kawasaki ZX-6R  | 23   | +5.619    | 6º      | 13    |
| 5º   | 23  | Broc Parkes        | Yamaha World SSP Racing      | Yamaha YZF-R6   | 23   | + 12.776  | 11º     | 11    |
| 6º   | 44  | David Salom        | Yamaha Spain                 | Yamaha YZF-R6   | 23   | + 14.913  | 15º     | 10    |
| 7º   | 55  | Massimo Roccoli    | Yamaha Lorenzini by Leoni    | Yamaha YZF-R6   | 23   | + 15.178  | 16º     | 9     |
| 8º   | 26  | Joan Lascorz       | Glaner Motocard.com          | Honda CBR600RR  | 23   | + 25.356  | 10º     | 8     |
| 9º   | 31  | Vesa Kallio        | Pioneer Hoegee Suzuki Racing | Suzuki GSX-R600 | 23   | + 28.454  | 20º     | 7     |
| 10º  | 18  | Craig Jones        | Revè Ekerold Honda Racing    | Honda CBR600RR  | 23   | + 29.885  | 18º     | 6     |
| 11º  | 45  | Gianluca Vizziello | RG Team                      | Yamaha YZF-R6   | 23   | + 30.422  | 19º     | 5     |
| 12º  | 34  | Davide Giugliano   | Lightspeed Kawasaki Supp.    | Kawasaki ZX-6R  | 23   | + 30.810  | 14º     | 4     |
| 13º  | 4   | Lorenzo Alfonsi    | Althea Honda                 | Honda CBR600RR  | 23   | + 31.204  | 13º     | 3     |
| 14º  | 94  | David Checa        | Yamaha - GMT 94              | Yamaha YZF-R6   | 23   | + 35.273  | 21º     | 2     |
| 15º  | 194 | Sébastien Gimbert  | Yamaha - GMT 94              | Yamaha YZF-R6   | 23   | + 37.610  | 24º     | 1     |
| 16º  | 35  | Gilles Boccolini   | PMS Kawasaki Supported       | Kawasaki ZX-6R  | 23   | + 41.628  | 22º     |       |
| 17º  | 12  | Javier Forés       | HP Racing                    | Honda CBR600RR  | 23   | + 41.727  | 12º     |       |
| 18º  | 21  | Katsuaki Fujiwara  | Althea Honda                 | Honda CBR600RR  | 23   | + 52.600  | 2º      |       |
| 19º  | 60  | Vladimir Ivanov    | Vector Racing                | Yamaha YZF-R6   | 23   | + 59.942  | 25º     |       |
| 20º  | 8   | Chris Peris        | Yamaha-Moto 1                | Yamaha YZF-R6   | 23   | +1:00.009 | 27º     |       |
| 21º  | 17  | Miguel Praia       | Racing Team Parkalgar        | Honda CBR600RR  | 23   | +1:18.490 | 28º     |       |
| 22º  | 82  | Adrián Bonastre    | Yamaha Factory               | Yamaha YZF-R6   | 22   | +1 giro   | 32º     |       |
| 23º  | 39  | David Forner       | Yamaha Spain                 | Yamaha YZF-R6   | 22   | +1 giro   | 36º     |       |
| 24º  | 73  | Yves Polzer        | LBR Racing                   | Ducati 749R     | 22   | +1 giro   | 34º     |       |
| 25º  | 169 | Julien Enjolras    | Tati Team Beaujolais Racing  | Yamaha YZF-R6   | 21   | +2 giri   | 37º     |       |
| 26º  | 41  | Javier Hidalgo     | Hidalva Team                 | Honda CBR600RR  | 19   | +4 giri   | 35º     |       |

#### Ritirati
| Nº  | Pilota             | Squadra                      | Motocicletta    | Giri | Griglia |
| --- | ------------------ | ---------------------------- | --------------- | ---- | ------- |
| 77  | Barry Veneman      | Pioneer Hoegee Suzuki Racing | Suzuki GSX-R600 | 22   | 7º      |
| 96  | Nikola Milovanovic | Benjan Motoren               | Honda CBR600RR  | 14   | 30º     |
| 116 | Simone Sanna       | Racing Team Parkalgar        | Honda CBR600RR  | 12   | 17º     |
| 11  | Kevin Curtain      | Yamaha World SSP Racing      | Yamaha YZF-R6   | 8    | 3º      |
| 7   | Pere Riba          | Gil Motor Sport              | Kawasaki ZX-6R  | 8    | 4º      |
| 46  | Jesco Günther      | CRS Grand Prix               | Honda CBR600RR  | 5    | 31º     |
| 25  | Tatu Lauslehto     | Intermoto Czech              | Honda CBR600RR  | 2    | 29º     |
| 32  | Yoann Tiberio      | Stiggy Motorsport Honda      | Honda CBR600RR  | 2    | 26º     |

### Superstock 1000

#### Arrivati al traguardo
| Pos. | Nº | Pilota             | Squadra                      | Motocicletta        | Giri | Tempo     | Griglia | Punti |
| ---- | -- | ------------------ | ---------------------------- | ------------------- | ---- | --------- | ------- | ----- |
| 1º   | 3  | Mark Aitchison     | Celani Team Suzuki Italia    | Suzuki GSX-R1000 K6 | 10   | 18'04.561 | 7º      | 25    |
| 2º   | 51 | Michele Pirro      | Yamaha Team Italia           | Yamaha YZF-R1       | 10   | +0.566    | 2º      | 20    |
| 3º   | 59 | Niccolò Canepa     | Ducati Xerox Junior          | Ducati 1098S        | 10   | +8.556    | 5º      | 16    |
| 4º   | 15 | Matteo Baiocco     | Umbria Bike                  | Yamaha YZF-R1       | 10   | +12.741   | 11º     | 13    |
| 5º   | 57 | Ilario Dionisi     | Cruciani Moto Suzuki Italia  | Suzuki GSX-R1000 K6 | 10   | +13.883   | 9º      | 11    |
| 6º   | 19 | Xavier Siméon      | Alstare Suzuki Corona Extra  | Suzuki GSX-R1000 K6 | 10   | +14.606   | 6º      | 10    |
| 7º   | 44 | René Mähr          | Vd Heyden Motors Yamaha      | Yamaha YZF-R1       | 10   | +15.604   | 8º      | 9     |
| 8º   | 96 | Matěj Smrž         | MS Racing                    | Honda CBR1000RR     | 10   | +23.290   | 19º     | 8     |
| 9º   | 23 | Cedric Tangre      | DBR Racing                   | Yamaha YZF-R1       | 10   | +25.733   | 22º     | 7     |
| 10º  | 24 | Marko Jerman       | DBR Racing                   | Yamaha YZF-R1       | 10   | +26.178   | 16º     | 6     |
| 11º  | 71 | Claudio Corti      | Yamaha Team Italia           | Yamaha YZF-R1       | 10   | +26.428   | 3º      | 5     |
| 12º  | 11 | Denis Sacchetti    | UnionBike Gimotorsport       | MV Agusta F4 312 R  | 10   | +29.667   | 12º     | 4     |
| 13º  | 32 | Sheridan Morais    | Team Pedercini               | Ducati 1098S        | 10   | +33.732   | 18º     | 3     |
| 14º  | 33 | Marko Rohtlaan     | Azione Corse                 | Honda CBR1000RR     | 10   | +34.541   | 24º     | 2     |
| 15º  | 49 | Arne Tode          | Dirk Van Mol - Alpha Technik | Honda CBR1000RR     | 10   | +41.693   | 13º     | 1     |
| 16º  | 88 | Timo Gieseler      | MGM Racing Performance       | Yamaha YZF-R1       | 10   | +46.763   | 14º     |       |
| 17º  | 34 | Balázs Németh      | Full-Gas Racing              | Suzuki GSX-R1000 K6 | 10   | +47.395   | 34º     |       |
| 18º  | 56 | Daniel Sutter      | Peko Racing                  | Yamaha YZF-R1       | 10   | +50.922   | 35º     |       |
| 19º  | 77 | Barry Burrell      | MS Racing                    | Honda CBR1000RR     | 10   | +51.901   | 29º     |       |
| 20º  | 42 | Leonardo Biliotti  | Revolution - UnionBike       | MV Agusta F4 312 R  | 10   | +55.117   | 17º     |       |
| 21º  | 74 | Jordi Torres       | Yamaha Factory               | Yamaha YZF-R1       | 10   | +58.904   | 30º     |       |
| 22º  | 75 | Luka Nedog         | Ducati SC Caracchi           | Ducati 1098S        | 10   | +1'08.381 | 28º     |       |
| 23º  | 18 | Matt Bond          | Mist Suzuki                  | Suzuki GSX-R1000 K6 | 10   | +1'16.486 | 36º     |       |
| 24º  | 10 | Franck Millet      | Biassono UnionBike           | MV Agusta F4 312 R  | 10   | +1'18.805 | 21º     |       |
| 25º  | 13 | Viktor Kispataki   | Full-Gas Racing              | Suzuki GSX-R1000 K6 | 10   | +1'21.148 | 39º     |       |
| 26º  | 37 | Raffaele Filice    | Celani Team Suzuki Italia    | Suzuki GSX-R1000 K6 | 10   | +1'21.917 | 25º     |       |
| 27º  | 16 | Raymond Schouten   | Vd Heyden Motors Yamaha      | Yamaha YZF-R1       | 10   | +1'22.017 | 26º     |       |
| 28º  | 28 | Nicky Moore        | Team Pedercini               | Ducati 1098S        | 10   | +1'22.739 | 33º     |       |
| 29º  | 58 | Robert Gianfardoni | RG Team                      | Yamaha YZF-R1       | 10   | +1'33.131 | 37º     |       |
| 30º  | 5  | Bram Appelo        | EAB Ten Kate Honda           | Honda CBR1000RR     | 10   | +2'09.711 | 32º     |       |

#### Ritirati
| Nº | Pilota               | Squadra                | Motocicletta       | Giri | Griglia |
| -- | -------------------- | ---------------------- | ------------------ | ---- | ------- |
| 99 | Danilo Dell'Omo      | UnionBike Gimotorsport | MV Agusta F4 312 R | 9    | 10º     |
| 4  | Loic Napoleone       | EVR Corse              | MV Agusta F4 312 R | 9    | 15º     |
| 14 | Lorenzo Baroni       | Team Sterilgarda       | Ducati 1098S       | 9    | 27º     |
| 83 | Didier Van Keymeulen | TTSL-MGM Racing        | Yamaha YZF-R1      | 8    | 4º      |
| 25 | Dario Giuseppetti    | MGM Racing Performance | Yamaha YZF-R1      | 8    | 20º     |
| 86 | Ayrton Badovini      | Biassono UnionBike     | MV Agusta F4 312 R | 5    | 1º      |
| 21 | Wim van den Broeck   | Zone Rouge             | Yamaha YZF-R1      | 5    | 31º     |
| 55 | Olivier Depoorter    | Zone Rouge             | Yamaha YZF-R1      | 4    | 23º     |
| 29 | Niccolò Rosso        | Team Sterilgarda       | Ducati 1098S       | 4    | 38º     |

### Superstock 600

#### Arrivati al traguardo
| Pos. | Nº  | Pilota               | Squadra                       | Motocicletta    | Giri | Tempo     | Griglia | Punti |
| ---- | --- | -------------------- | ----------------------------- | --------------- | ---- | --------- | ------- | ----- |
| 1º   | 21  | Maxime Berger        | Team Trasimeno                | Yamaha YZF-R6   | 11   | 20'28.806 | 1º      | 25    |
| 2º   | 99  | Roy Ten Napel        | MQP Racing                    | Yamaha YZF-R6   | 11   | +9.517    | 4º      | 20    |
| 3º   | 44  | Gino Rea             | Beowulf Racing.com            | Suzuki GSX-600R | 11   | +10.893   | 5º      | 16    |
| 4º   | 75  | Dennis Sigloch       | Peko Racing                   | Yamaha YZF-R6   | 11   | +12.592   | 7º      | 13    |
| 5º   | 89  | Domenico Colucci     | Ducati Xerox Junior           | Ducati 749R     | 11   | +12.889   | 2º      | 11    |
| 6º   | 24  | Daniele Beretta      | Cruciani Moto Suzuki Italia   | Suzuki GSX-600R | 11   | +28.944   | 12º     | 10    |
| 7º   | 119 | Michele Magnoni      | Bevilacqua Corse              | Yamaha YZF-R6   | 11   | +30.303   | 18º     | 9     |
| 8º   | 47  | Eddi La Marra        | Team Lorini                   | Honda CBR600RR  | 11   | +31.130   | 6º      | 8     |
| 9º   | 8   | Andrea Antonelli     | Italia Megabike AX 52         | Honda CBR600RR  | 11   | +31.879   | 8º      | 7     |
| 10º  | 112 | Josep Pedró Subirats | Yamaha Spain                  | Yamaha YZF-R6   | 11   | +38.671   | 11º     | 6     |
| 11º  | 30  | Michaël Savary       | Millet Yamaha                 | Yamaha YZF-R6   | 11   | +45.870   | 28º     | 5     |
| 12º  | 57  | Kenny Tirsgaard      | TKR Suzuki Switzerland        | Suzuki GSX-600R | 11   | +52.047   | 17º     | 4     |
| 13º  | 55  | Vincent Lonbois      | MTM Racing                    | Suzuki GSX-600R | 11   | +52.237   | 26º     | 3     |
| 14º  | 66  | Branko Srdanov       | MQP Racing                    | Yamaha YZF-R6   | 11   | +52.870   | 15º     | 2     |
| 15º  | 111 | Michal Sembera       | EAB Ten Kate Honda            | Honda CBR600RR  | 11   | +53.057   | 13º     | 1     |
| 16º  | 43  | Daniele Rossi        | Rumi Azione Corse             | Honda CBR600RR  | 11   | +53.803   | 14º     |       |
| 17º  | 48  | Vladimir Leonov      | Vector Racing Yamaha          | Yamaha YZF-R6   | 11   | +57.201   | 19º     |       |
| 18º  | 114 | Nicolas Pirot        | Zone Rouge                    | Yamaha YZF-R6   | 11   | +1'01.173 | 29º     |       |
| 19º  | 10  | Leon Hunt            | CRS Grand Prix                | Honda CBR600RR  | 11   | +1'03.101 | 20º     |       |
| 20º  | 4   | Mathieu Gines        | Yamaha-Moto 1                 | Yamaha YZF-R6   | 11   | +1'14.181 | 10º     |       |
| 21º  | 36  | Alex Cortes          | Team Laglisse                 | Yamaha YZF-R6   | 11   | +1'14.235 | 25º     |       |
| 22º  | 31  | Giuseppe Barone      | Rumi Azione Corse             | Honda CBR600RR  | 11   | +1'14.544 | 21º     |       |
| 23º  | 81  | Patrik Vostarek      | Intermoto Czech Klaffi        | Honda CBR600RR  | 11   | +1'16.295 | 27º     |       |
| 24º  | 41  | Gregory Junod        | O SIX                         | Kawasaki ZX-6RR | 11   | +1'18.208 | 24º     |       |
| 25º  | 28  | Yannick Guerra       | Holiday Gym SBK               | Yamaha YZF-R6   | 11   | +1'34.364 | 22º     |       |
| 26º  | 22  | Gabriele Poma        | Team Trasimeno                | Yamaha YZF-R6   | 11   | +1'50.641 | 23º     |       |
| 27º  | 35  | Radostin Todorov     | Team Bulgaria                 | Yamaha YZF-R6   | 10   | +1 giro   | 31º     |       |
| 28º  | 25  | Ryan Taylor          | Lightspeed-Kawasaki Supported | Kawasaki ZX-6RR | 10   | +1 giro   | 32º     |       |

#### Ritirati
| Nº  | Pilota            | Squadra               | Motocicletta   | Giri | Griglia |
| --- | ----------------- | --------------------- | -------------- | ---- | ------- |
| 7   | Renato Costantini | Italia Megabike AX 52 | Honda CBR600RR | 9    | 16º     |
| 58  | Erik Morillas     | Morillas Bikes        | Yamaha YZF-R6  | 7    | 30º     |
| 199 | Gregg Black       | Politas Racing        | Yamaha YZF-R6  | 1    | 9º      |
| 20  | Sylvain Barrier   | Coutelle Junior       | Yamaha YZF-R6  | 0    | 3º      |